# Sân bay Nanki-Shirahama
Sân bay Nanki-Shirahama (南紀白浜空港 Nanki Shirahama Kūkō) (IATA: SHM, ICAO: RJBD) là một sân bay cấp 3 Nhật Bản ở Shirahama, Wakayama, Nhật Bản. Sân bay này phục vụ vùng miền nam của bán đảo Kii với 3 chuyến khứ hồi của Japan Airlines (hai chuyến trong mùa thấp điểm) nối với Sân bay quốc tế Tokyo.